# Durry
Durry — американський інді-рок гурт із Бернсвілла, штат Міннесота, створений у 2020 році. 
У вересні 2021 року гурт вперше привернув широку увагу завдяки пісні «Who's Laughing Now» яка стала вірусною.

## Історія
Гурт Durry був створений братом і сестрою, Остіном Даррі та Тарін Даррі, після того, як Остін і його дружина Ешлі переїхали в підвальну квартиру його батьків у передмісті Міннеаполіса у 2020 році під час COVID-19.
Протягом 12 років Остін був у гурті Coyote Kid, гурт мав певний успіх. Остіну стало цікаво, чи не витратив він свою молодість на свої музичні мрії.
Семирічна різниця у віці між Остіном і Тарін означала, що вони не були особливо близькими, але Тарін стала джерелом музичних ідей, які Остін виконував вдома, і в результаті цієї співпраці виник дует Durry.
У травні 2021 року кампанія на Kickstarter допомогла профінансувати запланований мініальбом.
Але після того, як у вересні 2021 року в TikTok зненацька з’явилося демо їхньої пісні «Who's Laughing Now» вони швидко доробили цю пісню, щоб привернути ще більше вірусної уваги. Похвала також надійшла від Фреда Дерста (Fred Durst) з гурту Limp Bizkit. До січня 2022 року гурт мав понад 1 мільйон стрімів на Spotify.
Гурт Durry виклав свої перші пісні онлайн у 2021 році, а також почав давати концерти. На концертах гурт виступає у складі чотирьох учасників з дружиною Остіна, Ешлі, на бас-гітарі та Дейном Хоппе на барабанах.
Перший повноформатний альбом гурту Durry, Surburban Legend, вийшов 8 вересня 2023 року.

## Учасники гурту
Постійні учасники
- Остін Даррі (Austin Durry),
- Тарін Даррі (Taryn Durry)

Концертні учасники
- Ешлі Даррі (Ashley Durry) — бас-гітара,
- Дейн Хоппе (Dane Hoppe) — барабани

## Дискографія
Альбоми
- Surburban Legend (8 вересня 2023)